# Jacques Besson
Jacques Besson (1510–1576) – francuski matematyk i inżynier. Opisał wiele przyrządów matematycznych, traków, silników wodnych i dźwigni. Skonstruował tokarkę z prototypem wrzeciennika i suportu.